# 泉村 (山形県)
泉村（いずみむら）は山形県東田川郡にあった村。現在の鶴岡市東端、概ね月山の北北西一帯にあたる。

## 地理
- 山：月山、雨告山、唐沢山
- 河川：藤島川、今野川

### 隣接していた自治体

#### 発足 - 1954年7月
- 東田川郡：渡前村・藤島町・東栄村・手向村・立谷沢村・東村・黒川村・広瀬村
- 西村山郡：本道寺村

#### 廃止時点
- 東田川郡：藤島町、立川町、広瀬村、手向村、櫛引村、朝日村
- 西村山郡：西川町

## 歴史
- 江戸時代初期 - 荒河村が東荒川村と西荒川村に分かれる[1]。
- 1876年（明治9年）[2]
  - 1月8日 - 国見村・村杉番村が合併し玉川村が発足する。田屋村が町屋村に合併する。
  - 3月29日 - 外野村が戸野村に改称する。
  - 4月15日 - 興屋村が染興屋村に改称する。
  - 12月11日 - 鎌田村・東荒川村・西荒川村が合併し荒川村が発足する。真木坂村が川代村に合併する。
  - 12月27日 - 中村・谷地楯村が合併し小増川村が発足する。
- 1889年（明治22年）4月1日 - 町村制の施行により、仙道村、野田村、増川新田村、川代村、玉川村、大口村、市野山村、戸野村、野荒町村、荒川村、町屋村、金森目村、小増川村、染興屋村、川行村、中里村の区域をもって泉村が発足[3]。
- 1911年（明治44年）11月 - 大字荒川と広瀬村大字富沢の境界を変更[4]。
- 1928年（大正3年）11月1日 - 大字町屋と東栄村大字上中野目の境界を変更[5]。
- 1940年（昭和15年）3月1日 - 大字玉川字岩清水と東栄村大字東堀越字山之上の境界を変更[6]。
- 1953年（昭和28年）11月1日 - 広瀬村との境界を変更[7]。
- 1955年（昭和30年）2月1日 - 広瀬村・手向村と合併して羽黒町が発足、同日泉村廃止[8]。

## 行政

### 村長
| 代 | 氏名         | 就任年月日                | 退任年月日                 | 備考           |
| -- | ------------ | ------------------------- | -------------------------- | -------------- |
| 1  | 村田寛信     | 1889年（明治22年）7月12日 | 1893年（明治26年）7月3日   | 泉村発足       |
| 2  | 高橋小治郎   | 1893年（明治26年）7月4日  | 1897年（明治30年）7月3日   |                |
| 3  | 高橋小治郎   | 1897年（明治30年）7月4日  | 1901年（明治34年）7月3日   |                |
| 4  | 高橋小治郎   | 1901年（明治34年）7月4日  | 1905年（明治38年）7月3日   |                |
| 5  | 小林万太郎   | 1905年（明治38年）7月4日  | 1909年（明治42年）7月3日   |                |
| 6  | 小林万太郎   | 1909年（明治42年）7月4日  | 1912年（明治45年）10月3日  |                |
| 7  | 柏倉広之     | 1912年（明治45年）10月4日 | 1916年（大正5年）10月3日   |                |
| 8  | 小林万太郎   | 1916年（大正5年）11月4日  | 1920年（大正9年）11月3日   |                |
| 9  | 小林万太郎   | 1920年（大正9年）11月4日  | 1924年（大正13年）11月18日 |                |
| 10 | 斎藤与左衛門 | 1925年（大正14年）1月8日  | 1929年（昭和4年）1月7日    |                |
| 11 | 斎藤与左衛門 | 1929年（昭和4年）1月8日   | 1933年（昭和8年）1月7日    |                |
| 12 | 斎藤与左衛門 | 1933年（昭和8年）1月8日   | 1937年（昭和12年）1月7日   |                |
| 13 | 佐藤佐吉     | 1937年（昭和12年）10月2日 | 1941年（昭和16年）10月1日  |                |
| 14 | 佐藤佐吉     | 1941年（昭和16年）10月2日 | 1945年（昭和20年）12月17日 |                |
| 15 | 佐藤伊八     | 1947年（昭和22年）4月8日  | 1951年（昭和26年）4月2日   |                |
| 16 | 佐藤伊八     | 1951年（昭和26年）4月23日 | 1955年（昭和30年）1月31日  | 初代羽黒町村長 |

### 水道事業
この項目の出典：
村営で簡易水道を設置している。水源は表流水。給水人口は1954年時点で102人。

## 人口
1950年国勢調査による。
- 世帯数：914戸
- 人口：5,848人
- 人口密度：78人/km2
- 男女比：女性100人に対し男性95.8人

## 産業
主な産業は農業であった。農業戸数は1953年時点で766戸、うち専業農家は597戸であった。米の年間収穫高は1939年で1,284,997円であり、山形県では最も高かった。

## 教育
1953年時点

### 小学校
- 学校数：本校1校、分校4校
- 学級数：20組
- 児童数：768人

### 中学校
- 学校数：1校
- 学級数：9組
- 生徒数：386人